# Jean Fontaine-Malherbe
Pour les articles homonymes, voir Jean Fontaine, Fontaine et Malherbe.
Jean Antoine Fontaine-Malherbe, né près de Coutances vers 1740 et mort à Paris le 4 décembre 1781, est un littérateur et censeur royal français.
Il a composé des héroïdes, des discours en vers, des fables, des contes moraux et des pièces de théâtre. Plusieurs de ses poésies furent couronnées par l'Académie.